# Апостол Сосипатер
Свети апостоли Сосипатер (Сосипатар) је један од седамдесет апостола. Свети апостол Павле га спомиње у својој Посланици Римљанима(Рим 16,21).
Био је рођак апостола Павла, родом из Ахаје. 
Служио је ранохришћанској цркви као епископ Иконије. 
Умро је на острву Крф.
Српска православна црква га слави 28. априла и 10. новембра по јулијанском календару.